# 新本村
新本村（しんぽんむら）は、岡山県吉備郡にあった村。現在の総社市の一部にあたる。

## 地理
高梁川支流・新本川の上流域に位置していた。

## 歴史
- 下道郡新本村は江戸時代、毛利氏の支配を経て幕府領となる[2]。元和元年（1615年）岡田藩領となる[2]。江戸後期に本庄村、新庄村に分村[2]。
- 1874年（明治7年）本庄村と新庄村が合併して新本村が設立[2]。
- 1889年（明治22年）6月1日、町村制の施行により、下道郡新本村が単独で村制施行し、新本村が発足[1][2]。大字は編成せず[2]。
- 1900年（明治33年）4月1日、郡の統合により吉備郡に所属[1][2]。
- 1954年（昭和29年）3月31日、吉備郡総社町・山田村・久代村・池田村・阿曽村、都窪郡常盤村と合併し、市制施行し総社市を新設して廃止された[1][2]。合併後、総社市大字新本となる[2]。

### 地名の由来
中世の田上新荘と田上本荘の新と本を組み合わせたもの。

## 産業
- 農業[2]
- 産物：サツマイモ、養蚕、ハッカ、トウガラシ、葉煙草、藺草[2]

## 交通

### 県道
- 美川総社線[2]。昭和初期、総社までバスが運行[2]。

## 教育
- 1893年（明治26年）尋常新本小学校が新本尋常小学校に改称[2]。1907年（明治40年）高等科を併設し、1947年（昭和22年）新本小学校となる[2]。
- 1947年（昭和22年）新本中学校開校[2]。